# Syllepte crenilinealis
Syllepte crenilinealis là một loài bướm đêm trong họ Crambidae.